# Thomas Slythurst
Thomas Slythurst (falecido em 1560) foi um académico inglês e sacerdote católico romano. Ele foi o primeiro presidente do Trinity College, Oxford. Ele perdeu os seus cargos em 1559, com a ascensão de Elizabeth I da Inglaterra, pela sua recusa em fazer o Juramento de Supremacia. Foi dito que ele morreu na Torre de Londres, mas isso é contestado.